# Ирина Комнин (севастократориса)
Ирина Комнин или Ирина Дука (око 1110 – после 1151/52), позната као севастократориса Ирина, била је византијска племкиња из средине 12. века, супруга севастократора Андроника Комнина и снаја цара Манојла I Комнина. Амбициозна, независна и образована жена са разноврсним књижевним укусима и склоностима, севастократориса Ирина постала је покровитељ угледног круга писаца, који је укључивао имена као што су Јован Цецес, Теодор Продром, Константин Манасије, Манганије Продром и Јаков, монах Кокинобафос, који је деловао под њеним старатељством и чија сачувана писма, посвете и титуле сведоче о тесној вези њиховог рада са влашћу севастократисом. После преране смрти њеног мужа 1142. године, дошло је до изражаја лично непријатељство између севастократисе Ирине Комнин и цара Манојла I, због чега је севастократиса више пута потискивана, а њено огромно богатство одузето. Претпоставља се да је умрла после 1151/1152. године.

## Живот
На основу старости и броја њене деце у време смрти севастократора Андроника у августу/септембру 1142. године, претпоставља се да је Ирина рођена вероватно око 1110/1111. године, а око 1124/1125. године, се удала за Андроника Комнина (рођен 1108/1109. године).

### Порекло
Извори тврдоглаво ћуте о њеном пореклу и идентитету њених родитеља: од читавог корпуса извора, који се састоји од стотинак песама, писама и других дела посвећених или упућених севастираторки Ирини, само један нуди неколико клишеа о њеном племенитом пореклу из породице храбрих ратника Енејеве лозе – анонимна похвала (енкомион) за Ирину у Код. Марк. Гр. 524. Постоји претпоставка да је севастократорка била једна од неколико страних жена које су узеле име Ирина након што су биле усвојене у византијску царску породицу у време цара Јована II Комнина. Једна хипотеза заснована на поруци из анонимне похвале у Код. Марк. Гр. 524, да је њена лоза започела од Енеида, тј. Тројанца, Ирини приписује норманско порекло, пореклом из јужне Италије, из Антиохије, или од првих Нормана који су се населили у Цариграду почетком века. Неки истраживачи одбацују могућност да је она потицала из норманске породице давно основане у Цариграду, будући да су писма Јакова монаха Ирини, као и „Еротим“ Теодора Продрома, који је она наручила, елементарног садржаја граматике, дају повода за претпоставку да грчки није њен матерњи језик и да је вероватно била странкиња која је неко време морала да буде васпитаван у духу грчко-византијске. културе С тим у вези, њен брак са Андроником Комнином, који је према прорачунима Константина Варзоса склопљен око 1124/1125. године, ставља се у контекст настојања византијских царева друге и треће деценије XII века да успоставе династичке везе са Норманима.
Штавише, Иринино норманско порекло, према ауторима ове хипотезе - Мајклу и Елизабет Џефрис - такође је био вероватан разлог за деградацију њених односа са царем Манојлом I 1140-их - у периоду који је обележен жестоким антинорманским расположењем у политици цара Манојла I. Вероватно су византијско-нормански односи у то време били разлог што се тема Ирининог порекла упорно избегавала у њој посвећеним списима. Штавише, Ирина је први пут стављена у кућни притвор око 1143. године, када је откривена завера Јована Рогерија Даласена – још једног члана царске породице норманске крви – у којој су вероватно били саучесници и други Нормани на двору.  Осим тога, оба аутора виде политичку мотивацију у Ирининој снажној реакцији на удају њене ћерке Теодоре за аустријског војводу Хајнриха II Бабенберга, описану у песми Манганија Продрома из око 1150/51. године, (у Код. Марк. Гр. XI 22 , фол 56-57в, бр. 47). Полубрат немачког цара, Хенрик II оженио се Теодором Комнин убрзо након завршетка Другог крсташког рата (у лето 1148. или почетком 1149. године), брак је уговорио цар Манојло I и намеравао је да учврсти савез између две империје, усмерене углавном против амбициозног норманског краља Роџера II од Сицилије. Венчањем са царевом братаницом, која је имала норманску крв у венама, постигнут је антинормански савез између Византијског и Немачког царства, зацементиран претходно браком цара Манојла I и Берте од Зулцбаха. Севастократориса Ирина је вероватно у уском кругу изнела оштре критике на рачун односа између Бабенберга и њене ћерке, фрустрирана што се њено дете користи као политички пион у консолидацији већ постојећег антинорманског савеза између Ромеја и Немаца, што је инспирисало Манганија Подрома да опише њен бес у песми.
Непријатељство са царем Манојлом I постало је разлог што је Ирина стављена у кућни притвор у Великој палати, а потом послата у прогонство у манастир на Принчевским острвима. Године 1144. дозвољено јој је да се врати у престоницу, али 1147. године, када је нормански краљ Роџер II напао римске поседе у Грчкој, искористивши тешкоће царства током Другог крсташком рату, Ирина је оптужена за заверу против цара и, после извесног времена у изгнанству у Сердики, затворена је у манастир Пантократор.

## Покровитељ књижевности и уметности
Ирина је била позната као љубитељ просветитељства и покровитељ књиге, која је подржавала неколико најистакнутијих писаца свог времена. По њеном налогу написана је песничка хроника Константина Манасија. У једном од преписа грчког текста његове хронике, дугачак натпис гласи: „Преглед историје у стиховима, почевши од стварања света па до владавине господара Нићифора Вотанијата, (саставио) господин филозоф Константин Манаси и говорио пред севастократорком Ирином, снајом царског господара Манојла, заједно са својим рођеним братом, господаром Андроником“. Из ових речи треба закључити да је песник читао, вероватно лично, своје дело својој покровитељки и њеном мужу. Излагање хронике почиње кратком посветом у којој се објашњавају разлози за писање дела и изражава захвалност Ирини. Вероватно је 1145. године, убрзо по завршетку свог рада, Манасије саставио и кратку песму – посвету Ирини севастократориси, којом Манасије нуди Ирини своју хронику, квалификовану као плод свог рада, и велича њу и њеног мужа. У бечком препису Манасијеве хронике (МС. Виена, ОНБ, Фил. Гр. 149, ф. 10), епиграм је чак праћен сликама песника који приноси своје дело севастократориси, са последњим стиховима смештеним између две централне фигуре композиције из астрономске песме< – још једно дело које је Манасија посветио севастократорки Ирини и које је песма о астрологији и знацима зодијака. Сачуван је у шест рукописа, од којих су само два Кодекс 151 (XIV век) из манастира „Панагија Камариотиса“ на Халки, који се данас чува у библиотеци Васељенске Патријаршије, и Кодекс Винд. фил. Гр. 149 (XIV век) ауторство приписује Манасију, а у осталима се као аутор наводи Теодор Продром. Песма садржи 593 стиха од петнаест слогова. Првих 15 уводних стихова песме и последњих 29 стихова посвећено је севастократорки, а између стихова о седам планета и оних о сазвежђима и хороскопским знацима уметнута су још три стиха о Ирини (358 – 360).
Јован Цецес је за севастократорку Ирину Комнин саставио његову Теогонију – каталог родослова олимпских богова и хероја, написан петнаестосложним јамбом (тзв. политички стих) – и неколико других дела. У једном од својих писама Ирини, Јован Цецес гунђа на њене секретарице које му не дозвољавају приступ њој. Друго његово писмо сведочи о посебном интересовању које је севастократорка имала за Хомерову поезију: Цецес помиње да је Ирина његову књигу Тумачења (вероватно његове „Алегорије Илијаде“) добила од његовог злобника, а да она није могла да препозна правог аутора дела. У неким од својих писама севастократорки, Јаков Монах, њен духовни ментор, покушавао је да је одврати од Хомера и других дела хеленистичке културе, за која је веровао да кваре људску душу. Анонимни песник Код. Марк. Гр. 524 извештава да је севастократориса Ирина била заинтересована за граматику, познавала дела Хомера, Хермогена и Демостена и да је више волела Платона него Аристотела.
Теодор Продром посвећује своју Еротима - основну граматику - севастократорки Ирини, и речи о различитим тренуцима њеног живота и живота њене породице - реч о рођењу њеног сина Алексија и реч о смрти њеног мужа, написану на њено име. У другој својој песми, Продром тражи од Ирине да му помогне у болести тако што ће му позајмити малу суму новца.
Неке од песама Манганија Продрома (Псеудо-Продрома), песника који је више од деценије био у служби севастократорисе, такође су први пут рецитоване у породичној капели у њеном дому. Око 1148/49. године, Манганије Продром је саставио епиталамијум за венчање њене ћерке Теодоре и војводе Хајнриха II Бабенберга (Код. Марк. Гр. XI 22, фол. 34р-в), а 1150/51. године још две песме критичког карактера. исти брак (Код. Марк. Гр. XI 22, Фол. 66в-67р, Бр. 55 и Код. Марк. Гр. XI 22, Фол. 56-57в, Бр. 47), који су се вероватно изговарали у уском кругу. пред севастократорком Ирином. Као део пратње севастократорисе, Манганије Продром је пратио Ирину када је била принуђена да напусти престоницу, осумњичена за заверу. У њено име је написао песму цару у којој се Ирина обраћа цару Манојлу I као равноправном и смело га оптужује за неправедно поступање.
Од Јакова монаха, духовног ментора севастократорке, сачувана су 43 писма Ирини (Код. Пар. Гр. 3039) и једна беседа о Светом Духу упућена њој. У њима је аутор саветује о избору лектире, упозоравајући је да избегава одређене наслове, световне и теолошке, и препоручује друге, укључујући и неке од својих памфлета. Нека од његових писама садрже благе опомене Ирини што није успела да доведе у ред своје домаћинство, друга изливе негодовања због издаје једног члана њеног домаћинства, којег Јаков назива Теофилакт, који се дружио са преводиоцем италијанског порекла. у служби цара Манојла I 1160/61. године. Анализа писама Јакова монаха омогућава савременим истраживачима да идентификују Ирининог духовног ментора са аутором два богато илустрована рукописа из XII века – КодекС Ватиканус Гр. 1162 и Парисисинус Гр. 1208, који се данас чувају у Ватикану, односно у Националној библиотеци Париза. Верује се да су два луксузна кодекса рађена у истом цариградском атељеу, и то по налогу солвентног мецене, а међу историчарима уметности све више постоји мишљење да је највероватнији гарант израде два кодекса Кокинобафоса. била је севастократорка Ирина Комнина, која је одржавала активну преписку са Јаковом Кокинобафосом и као покровитељ његових рукописа.  Садржај његових писама упућених њој потврђује идентификацију севастократорису као вероватног покровитеља и првог поседника Ватиканског кодекса на основу конкретних доказа који повезују Иринина интересовања и књижевни укус са садржајем књиге, коју Јаков монах саставља за њу – ово је књига спекулативног богословља, коју је као приручник саставио духовни ментор севастократорке о стварима које је сматрао битним за њено духовно благостање и јачање њене православне вере. Осим тога, књига одговара снажном интересовању севастократорисе за Пресвету Богородицу, за "Песму над песмама" и теолошки мистицизам. Истовремено, вербални и илустративни садржај књиге пажљиво је одабран и обликован на начин који одговара укусима и очекивањима племкиње и мајке са израженим интересовањем за књижевност секуларне природе.
Без обзира на животне потешкоће, Ирина је била и међу најистакнутијим оснивачима разних уметничких дела: зидних слика, украса, рукописа распећа, међу којима су и богато украшене копије са омилијама Јакова, монаха Кокинобафа (Кодекс Ватиканус Гр. 1162 и Кодек Парисинус 1208), као и украшени рукопис "Граматике" Теодора Продрома из библиотеке Грка. Јерусалимска Патријаршија (Кодек Тапхоу 52).
Неки стихови које је у Иринино име написао Манганије Продром осветљавају различите заветне поклоне које је направила побожна жена – ИрИна је поклонила украшене покриваче за иконе Пресвете Богородице у разним митрополитским храмовима и у својој породичној капели – „Богородици Ајосоротиси“, „Богородици Одигитрији“. “, „Богородици Васиотиси“, „Богородици Кириотиси“, „Богородици животоносном извору“ у Пиги. Стихови Манганија Продрома о манастиру Пресвете Богородице у Пигију, на пример, састављени су у име Ирине поводом величанственог пеплоса који је поклонила манастиру у знак захвалности за исцељење свог сина Јована, који је изгубио око за време двобоја.

## Деца:
Севастократор Андроник и севастократорка Ирина Комнин су имали петоро деце:
- Јован Дука Комнин (1126. – 17. септембар 1176. године)[35], стратег (војни командант) Сердике (Софије), војвода Кипра (1155. – 1176. године), оженио се 1146. године, Маријом Таронит; његова ћерка Марија постала је краљица Јерусалима.[36]
- Марија Комнина (рођена 1127. године)[37], удата прво за Теодора Дасиота, а затим за Јована Кантакузина.[38]
- Евдокија Комнина (рођена око 1129. године)[39], два пута удата, други муж – Михаило Гавра; била је љубавница цара Андроника I Комнина.[40]
- Теодора Комнин (око 1132 - † 3. јануара 1183. године)[41], друга жена аустријског војводе Хајнриха II Бабенберга.[42]
- Алексије Комнин (рођен око 1135. године[43], или 30. марта 1141. године[44], протосеваста, оженио се Маријом Дука.[45]

Однос цара Манојла I према севастократориси Ирини ни на који начин није утицао на његов однос са њеном децом. Синови његовог брата и Ирине уживали су посебну наклоност и заузимали су високе функције и положаје у дворској хијерархији и покрајинској власти: Јован је био међу царевим особама од највећег поверења на двору и једно време био наследник престола, а после његове смрти место је заузео Алексије, који је 1180. године, чак стајао на челу управе као љубавник царице и намеснице малолетног цара Алексија II Комнина.